# Holacratie
Holacratie is een besturingsmodel voor organisaties. Het model neemt afstand van traditioneel top-downmanagement en verdeelt autoriteit over alle medewerkers in de organisatie. Uitgangspunt is dat een organisatie door de dynamische en transparante structuur in staat is voortdurend bij te sturen.
Holacratische organisaties werken met een organische, platte structuur van ‘cirkels’ (teams). Hierin vervult iedereen zijn eigen unieke ‘rollen’ met duidelijke gedefinieerde verantwoordelijkheden. Iedere medewerker is ‘manager’ van zijn eigen rollen en draagt de volledige verantwoordelijkheid voor het functioneren hiervan.
De term 'Holacratie' is afgeleid van de term holarchie, bedacht door Arthur Koestler in zijn boek The Ghost in the Machine (1967). Een holarchie bestaat uit holons (Grieks: ὅλον, holon onzijdige vorm van ὅλος, holos "geheel"). Dit zijn autonome of zelfstandige eenheden die ook afhankelijk zijn van het grotere geheel waarvan ze deel uitmaken. Een holarchie is een hiërarchie van zelfregulerende holons, die zowel als autonome eenheden als afhankelijke onderdelen van het geheel functioneren.
Bij holacratie staan de missie (‘purpose’) van de gehele organisatie en de doelstellingen van alle activiteiten centraal. Spanningen en problemen dienen continu als brandstof voor de ontwikkeling van de organisatie. Vergaderingen vinden plaats aan de hand van een strikte en heldere structuur, waarin ruimte is voor initiatief en invloed van alle medewerkers.

## Geschiedenis
Het holacratie-systeem werd door Brian Robertson gedestilleerd uit best practices tijdens het experimenteren met meer democratische vormen van organisatiebestuur. In 2007 werd zijn methode bekend onder de naam holacratie. Robertson ontwikkelde de Holacratiegrondwet in 2010, waarin de kern van de beginselen en de intenties van het systeem zijn vastgelegd. 
Verschillende organisaties hebben het systeem inmiddels in de Verenigde Staten en Europa geïmplementeerd.

## Invloeden en vergelijkbare systemen
Holacratie wordt ook wel vergeleken met sociocratie, een besturingssysteem dat eind negentiende/begin twintigste eeuw ontwikkeld werd. Sociocratie was van voorname invloed op de ontwikkeling van holacratie in de beginfase, maar differentieerde gaandeweg steeds meer. Holacratie is ontworpen voor organisaties en maakt een fundamenteel onderscheid tussen de rollen die een organisatie heeft en de mensen die deze vervullen.
Met zijn nadruk op iteratief bestuur, adaptieve processen en zelforganisatie, haalt holacratie inspiratie uit agile software-ontwikkelingsprocessen en het lean manufacturing-proces. Holacratie toont veel overeenkomsten met de stakeholder-theorie, aangezien zijn structuur ervoor zorgt dat meerdere stakeholders vertegenwoordigd worden in het bestuur van de organisatie en dat meerdere organisaties met gedeelde belangen op bestuursniveau gekoppeld worden.

## Beginselen

### Rollen activeren
De bouwstenen van de organisatiestructuur bij Holacratie zijn rollen. Holacratie maakt onderscheid tussen rollen en de mensen die deze rollen "activeren" om bepaalde capaciteiten of mogelijkheden uit te drukken, bepaalde functies uit te voeren en/of bepaalde resultaten voor de organisatie na te streven. Een rol is geen functiebeschrijving; een individu kan zich over meerdere rollen tegelijkertijd ontfermen.

### Cirkelstructuur
Holacratie structureert de verschillende rollen binnen een organisatie in een systeem van zelf-organiserende cirkels. Elke cirkel heeft de bevoegdheid om zijn eigen processen te creëren, uit te voeren en te meten voor het bereiken van zijn doelstellingen. Cirkels organiseren hun eigen bestuursvergaderingen, verkiezen zelf teamleden om rollen te vullen en dragen de verantwoordelijkheid voor de uitvoering van het werk binnen hun domein. Cirkels zijn met elkaar verbonden door rollen die 'links' worden genoemd. Links maken deel uit van meerdere cirkels en zorgen voor afstemming op de missie en strategie van de bredere organisatie.

### Governance-proces
Elke cirkel maakt gebruik van een gestructureerd governance-proces om zijn eigen rollen en beleid te creëren. Holacratie specificeert het proces voor deze governance dat bekendstaat als integratieve besluitvorming. Iedereen kan door de uitvoerig gedefinieerde structuur te volgen wijzigingen in de organisatie of het bestuur voorstellen of bezwaar indienen tegen deze voorstellen. Dit systeem is niet op consensus gebaseerd, maar integreert relevante input van alle partijen.

### Operationele processen
Holacratie legt processen vast waarmee teams omgaan met operationele behoeften. Elk lid van de cirkel krijgt specifieke taken toebedeeld en heeft de verantwoordelijkheid die uit te voeren, waardoor de cirkel efficiënt en effectief kan functioneren.

## Holacratie in de hedendaagse praktijk
Holacratie is geïmplementeerd door profit en non-profit-organisaties in de Verenigde Staten en Europa. De grootste organisatie in de VS die het systeem adopteerde is online schoenenwinkel Zappos met 1500 medewerkers.